# Zofia Garden
Zofia Garden (* 12. September 19xx) ist eine deutsche Comiczeichnerin. Sie lebt in Aschaffenburg und publiziert auch unter dem Pseudonym Oroken.

## Werdegang
Als die Manga-Reihe Sailor Moon in Deutschland erfolgreich war, begann Zofia Garden, sich für Manga zu interessieren und wollte selbst Zeichnerin werden. Ab dem Jahr 2000 bewarb sie sich bei verschiedenen Verlagen und veröffentlichte einzelne Bilder. Nachdem sie sich einige Jahre zunächst erfolglos bei Verlagen beworben hatte, erschienen 2006 im Magazin Daisuki des Verlags Carlsen Comics zwei Kurzgeschichten von Zofia Garden, 2007 folgte ein kurzer Comic als Einzelband in der Chibi-Manga-Reihe.
Von 2008 bis 2011 erschien ihr bis dahin umfangreichstes Werk Killing Iago. Die Boys-Love-Geschichte basiert auf der Figur des Jago aus William Shakespeares Othello. Es handelt sich um den Sänger Tedd, der aus Versehen einen Vertrag unterschreibt, der ihn dazu verpflichtet, seinem Fan Kou zu Diensten zu sein. Es handele sich um „eine typische Superstar-im-harten-Musikgeschäft-Story“, so die AnimaniA, gewürzt mit einer „Prise Verlagen“ und klassischer Dramatik. Die Charaktere seien undurchsichtig und schwer zu durchschauen, ihre Gestaltung markant aber doch sehr ähnlich. Die Textgestaltung sei von ausufernden Texten in kleiner Schrift gekennzeichnet, worunter zusammen mit dem teils offen bis puzzleartigen Layout die Übersichtlichkeit der Seiten leide.
Garden arbeitet mit Finelinern oder Tusche mit Zeichenfeder sowie für das setzen von Rastern mit der Software Comic Works, für Farbbilder mit OpenCanvas und Photoshop.

## Arbeitsweise
Zofia Garden fertigt Bleistift- und Tuschezeichnungen auf Papier an, am Computer fügt sie Raster ein und koloriert diese.

## Werke
- Ice on Fire (2006 in der Daisuki)
- Schokolade macht glücklich (2006 in der Daisuki)
- Im Namen des Sohnes (2007)
- Killing Iago (2008–2011, drei Bände)
- Schattenarie (2015–2016, 2 Bände)
- BL is Magic (2018–2021, vier Bände und eine Spezialausgabe, unter dem Pseudonym Oroken)